# 예멘의 총리
예멘의 총리는 예멘의 정부 수반이다. 현재 총리는 알리 모하마드 무자와르이며, 2007년 4월 7일 이래 이 직위를 맡고 있다. 총리는 대통령에 의해 임명되며, 이 직위는 1990년 예멘 인민민주공화국과 예멘 아랍 공화국의 합병으로 창설되었다.

## 예멘 공화국의 총리 목록 (1990년 ~ 현재)
| # | 이름                                 | 임기 시작        | 임기 종료        | 정당         |
| - | ------------------------------------ | ---------------- | ---------------- | ------------ |
| 1 | 하이다르 아부 바크르 알아타스        | 1990년 5월 22일  | 1994년 5월 9일   | 예멘 사회당  |
| 2 | 무하마드 사이드 알아타르 (권한 대행) | 1994년 5월 9일   | 1994년 10월 6일  | 무소속       |
| 3 | 압둘 아지즈 압둘 가니                | 1994년 10월 6일  | 1997년 5월 14일  | 국민전체회의 |
| 4 | 파라즈 사이드 빈 가넴                | 1997년 5월 14일  | 1998년 4월 29일  | 무소속       |
| 5 | 압드 알카림 알이랴니                 | 1998년 4월 29일  | 2001년 3월 31일  | 국민전체회의 |
| 6 | 압둘 카디르 바자말                   | 2001년 3월 31일  | 2007년 4월 7일   | 국민전체회의 |
| 7 | 알리 무함마드 무자와르               | 2007년 4월 7일   | 2011년 12월 10일 | 국민전체회의 |
| 8 | 무함마드 바신다와                    | 2011년 12월 10일 | 2014년 9월 24일  | 무소속       |

## 같이 보기
- 예멘의 내각
- 예멘 아랍 공화국의 총리 (북예멘)
- 남예멘의 지도자 목록